# Benjamin Clément
Benjamin Clément (Parigi, 10 dicembre 1966) è un ex calciatore francese, di ruolo difensore o centrocampista.

## Carriera

### Club
Vanta 6 presenze in Coppa UEFA e 3 in Coppa delle Coppe UEFA. Veste le maglie di Red Star, Monaco, Sochaux, Laval e Sanremese: durante la sua esperienza al Monaco, dopo aver vinto la coppa nazionale nel 1991, partecipa alla Coppa delle Coppe dove i francesi, guidati da Arsène Wenger, raggiungono la finale, persa 2-0 contro il Werder Brema. In seguito gioca per Sochaux e Laval, arrivando in Italia nel 1998, a Sanremo, dove gioca qualche incontro di Serie C2 prima di ritornare in patria e chiudere la carriera al Red Star.

## Palmarès

### Club

#### Competizioni nazionali
- Coppa di Francia: 1

Monaco: 1990-1991